# Byun Chun-sa
Byun Chun-sa (a volte indicata come Byeon Cheon-sa; Seul, 23 novembre 1987) è una pattinatrice di short track sudcoreana.

## Carriera
Ha vinto la medaglia d'oro nei 3000 metri a squadre ai Giochi olimpici invernali di Torino 2006; nella stessa competizione ha anche disputato la finale dei 1500 metri dove, giunta seconda, non ha conservato il piazzamento a causa della squalifica dei giudici al termine della gara. Vanta tre titoli mondiali.

## Palmarès

### Olimpiadi
- 1 medaglia:
  - 1 oro (3000 m staffetta a Torino 2006)

### Mondiali
- 6 medaglie:
  - 3 ori (3000 m, staffetta a Göteborg 2004; staffetta a Milano 2007)
  - 1 argento (1000 m a Göteborg 2004)
  - 2 bronzi (generale a Göteborg 2004; 1500 m a Milano 2007)

### Giochi asiatici invernali
- 2 medaglie;
  - 1 argento (staffetta a Changchun 2007)
  - 1 bronzo (500 m a Changchun 2007)